# ارلو بيتس
ارلو بيتس (16 ديسمبر 1850 - 25 أغسطس 1918) (بالإنجليزية: Arlo Bates) هو روائي ومحرر أمريكي. تخرج من كلية بودوين في 1867. بعد تخرجه عمل محرراً في صحيفة بوستن سنداي كورير من 1880 حتى 1893، وبعد ذلك أصبح بروفيسوراً للغة الإنجليزية في معهد ماساتشوستس للتكنولوجيا، وفي 1900 انتخب عضواً في الأكاديمية الأمريكية للفنون والعلوم.

## وصلات خارجية
- ارلو بيتس على موقع ميوزك برينز (الإنجليزية)
- Arlo Bates papers، كلية بودوين
- مؤلفات ارلو بيتس في مشروع غوتنبرغ
- Works by or about Arlo Bates in libraries (WorldCat catalog)